# فاسيلي جيروف
فاسيلي جيروف،هو ملاكم كازاخي من مواليد 4 أبريل 1974 في بلقاش.

## مسيرته
البطل الاولمبي في دورة الألعاب أتلانتا في عام 1996 في فئة الوزن نصف الثقيل، وتحول المهنية في العام التالي، وأصبح بطل العالمفي فئة الوزن الخفيف-الثقيل في 5 يونيو 1999 بفوزه على آرثر ويليامز. احتفظ جيروف بحزامه ست مرات قبل أن يخسر بفارق نقطة أمام الأمريكي جيمس توني في 26 أبريل 2003.

## روابط خارجية
- فاسيلي جيروف على موقع بوكس ريك (الإنجليزية) (registration required)
- فاسيلي جيروف على موقع اللجنة الأولمبية الدولية (الإنجليزية)
- فاسيلي جيروف على موقع أوليمبيديا (الإنجليزية)